# Championnat des îles Cook de football 2012
Navigation
Saison précédente Saison suivante
La saison 2012 du Championnat des îles Cook de football est la soixante-troisième édition du championnat de première division aux Îles Cook. Les sept meilleurs clubs de Roratanga sont regroupés au sein d'une poule unique, la Round Cup, où ils s'affrontent une fois au cours de la saison. Il n’y a ni promotion, ni relégation en fin de saison.
C'est le Tupapa Maraerenga FC, double tenant du titre, qui est à nouveau sacré champion des îles Cook cette saison après avoir terminé en tête du classement final, avec sept points d’avance sur Nikao Sokattack FC. C'est le dixième titre de champion des îles Cook de l’histoire du club.

## Les clubs participants
- Nikao Sokattack FC
- Tupapa Maraerenga FC
- Arorangi FC
- Avatiu FC
- Takuvaine FC
- Matavera FC
- Titikaveka FC

## Compétition

### Classement
Le barème utilisé pour établir le classement est le suivant :
- Victoire : 3 points
- Match nul : 1 point
- Défaite : 0 point

| Rang | Équipe                | Pts | J  | G  | N | P | Bp | Bc | Diff |
| ---- | --------------------- | --- | -- | -- | - | - | -- | -- | ---- |
| 1    | Tupapa Maraerenga FCT | 31  | 12 | 10 | 1 | 1 | 54 | 7  | +47  |
| 2    | Nikao Sokattack FC    | 24  | 12 | 8  | 0 | 4 | 55 | 12 | +43  |
| 3    | Arorangi FC           | 19  | 12 | 6  | 1 | 5 | 23 | 31 | -8   |
| 4    | Matavera FC           | 19  | 12 | 6  | 1 | 5 | 14 | 26 | -12  |
| 5    | Takuvaine FC          | 12  | 12 | 3  | 3 | 6 | 14 | 37 | -23  |
| 6    | Avatiu FC             | 9   | 12 | 2  | 3 | 7 | 16 | 29 | -13  |
| 7    | Titikaveka FC         | 6   | 12 | 1  | 3 | 8 | 17 | 48 | -31  |

|  | Qualification pour la Ligue des champions de l'OFC 2013-2014 |
|  | T : Tenant du titre                                          |

### Matchs
| Résultats (▼dom., ►ext.) | Aro | Ava | Mat | Nik | Tak | Tit  | Tup |
| Arorangi FC              |     | 2-1 | 5-0 | 0-3 | 1-3 | 5-1  | 1-1 |
| Avatiu FC                | 2-1 |     | 1-2 | 0-3 | 2-2 | 0-0  | 1-6 |
| Matavera FC              | 3-1 | 1-0 |     | 2-0 | 0-1 | 2-2  | 0-9 |
| Nikao Sokattack FC       | 6-1 | 3-2 | 4-0 |     | 2-3 | 15-0 | 1-2 |
| Takuvaine FC             | 0-4 | 1-1 | 1-3 | 0-2 |     | 2-9  | 0-3 |
| Titikaveka FC            | 0-1 | 2-5 | 0-1 | 1-9 | 1-1 |      | 0-4 |
| Tupapa Maraerenga FC     | 9-0 | 6-1 | 2-0 | 0-2 | 9-0 | 3-1  |     |

## Bilan de la saison
| Championnat des îles Cook de football 2012 |                                  |
| Champion                                   | Tupapa Maraerenga FC (10e titre) |
| Coupes et trophées                         |                                  |
| Vainqueur de la Coupe des îles Cook 2012   | Nikao Sokattack FC               |
| Qualifications continentales               |                                  |
| Ligue des champions de l'OFC 2013-2014     | Tupapa Maraerenga FC             |
| Promotions et relégations                  |                                  |
| Promus en Round Cup                        | Aucun                            |
| Relégués                                   | Aucun                            |